# لقاء يهوياقيم وحنة في البوابة الذهبية

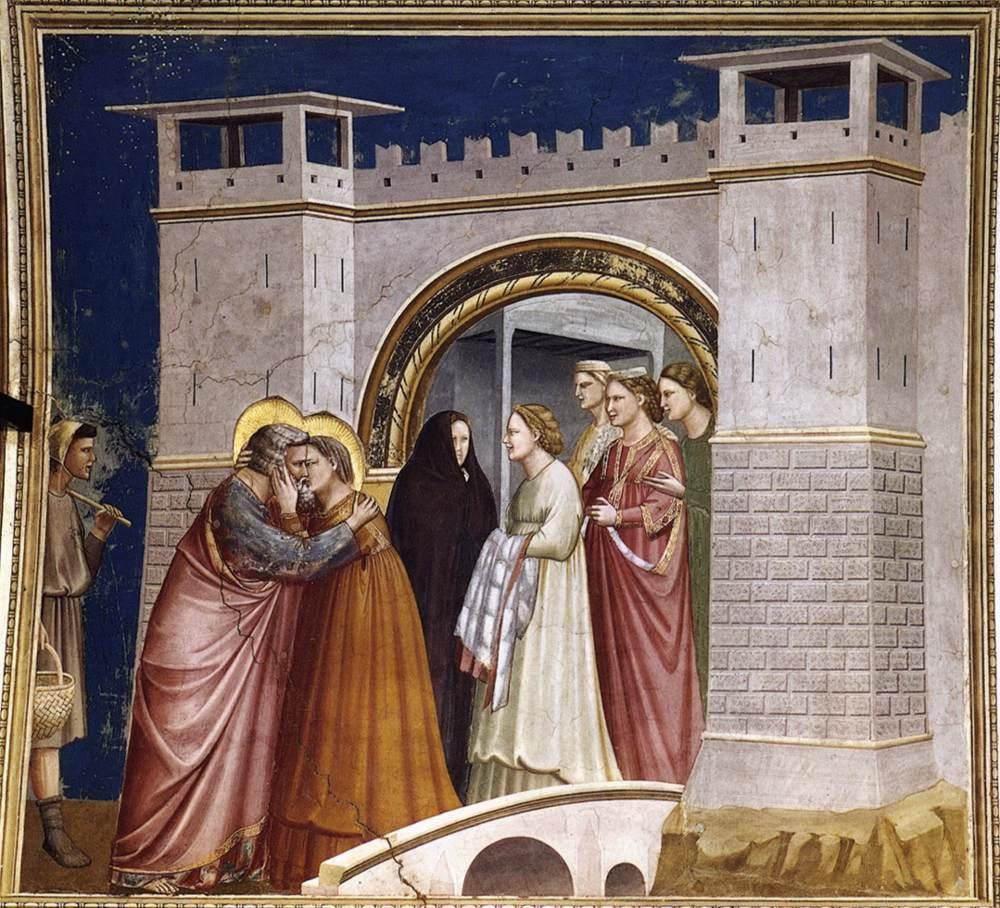
جيوتو دي بوندوني ، أسطورة القديس يواكيم، لقاء عند البوابة الذهبية ، 1305، في مصلى سكروفيني، هو تصوير غربي مبكر للمشهد.

لقاء يهوياقيم وحنة في البوابة الذهبية هو سرد لمشهد يجمع والدي العذراء مريم يهوياقيم وحنة اللذان التقيا عند البوابة الذهبية في القدس، بعد علمهما أنهما سيرزقان طفلًا. هذه القصة ليست موجودة في العهد الجديد، ولكنها موجودة في إنجيل يعقوب ومصادر ملفقة أخرى؛ وتسامحت الكنيسة مع هذا السرد. تتميز هذه القصة في أسطورة يعقوب دي فوراجين الذهبية (حوالي 1260) والمصادر الشعبية الأخرى. وموضوع القصة شائع في دورات حياة العذراء في الفن. وهي عندما يولد طفل لوالدة قد يأست من الحمل فيكون لهذا المولود شأن عظيم.

## القصة
يصف عمل بنديكت تشليدونيوس قصة الزوجين يواكيم وآن، اللذين على الرغم من تكريسهما لبعضهما البعض، إلا أنهما لا يشعران في اعماقهما بالسعادة لأنهما لم ينجبا أطفالًا، وهو ما يعتبرانه علامة على أنه يجب أن يكون قد رفضهما الله. يخبر ملاك آن بحملها، بينما يطلب منها في نفس الوقت مقابلة زوجها عند بوابة المدينة في القدس. يتعانق الزوجان عند اللقاء من الفرح. وفقا ل تشليدونيوس: «ألقت حنة بنفسها في أحضان زوجها وهي تشعر بسعادة غامرة؛ ابتهجوا معًا بالفضل الذي كان سيُمنح لهم في هيئة طفل. لأنهم علموا من الرسول السماوي أن الطفلة ستكون ملكة، قوية في السماء وعلى الأرض». في الصور التقليدية للمناسبة، يحتضن الزوجان، لكن لا يقبلان بعضهما.

## الآثار اللاهوتية
يمثل هذا المشهد تصورًا لمريم، وهو مشهد مبكر في العديد من دورات حياة العذراء ، وهو النظير للبشارة الذي يظهر الحمل بيسوع. بالنسبة لبعض مشاهدي العصور الوسطى، كانت القبلة تمثيلًا حرفيًا للحظة تصور مريم، بينما كانت بالنسبة للآخرين تمثيلًا رمزيًا. تصحب هذه الشخصيتين الرئيسيتين مع شخصيات أخرى. فحنة تكون مع النساء ويواكيم مع الرعاة. قد يظهر هنا أيضًا رئيس الملائكة جبرائيل، الذي يظهر دائمًا في بشارة جربيل لمريم بالمسيح. يتم تضمين القديسين الآخرين في بعض الأحيان.
يمثل القرنان الرابع عشر والخامس عشر ذروة التصوير. وفيه صورت آن ويواكيم أمام هيكل على شكل قلعة يمثل البوابة الذهبية في كتاب قداس فرنسي عام 1410. تكون هذه الصورة سابقة ل لقداس من أجل عيد الحبل بمريم العذراء. تدريجيًا، تحل المزيد من الصور المجازية للحبل بلا دنس، حيث تحل ماري البالغة محل هذا المشهد في تمثيل العقيدة.

طورت في الكنيسة العقيدة القائلة بأنه العذراء مريم قد استثنت من الخطيئة الأصلية عندما حبل بها؛ يُعرف هذا باسم عقيدة الحبل بلا دنس (التي تشير إلى الحبل بمريم وليس يسوع). ظلت العقيدة مثيرة للجدل في العصور الوسطى، حيث عارضها القديس توما الأكويني والنظام الدومينيكي، وأيدها دونس سكوت والفرنسيسكان. اعتبرها البابا بيوس التاسع دوغما في عام 1854 

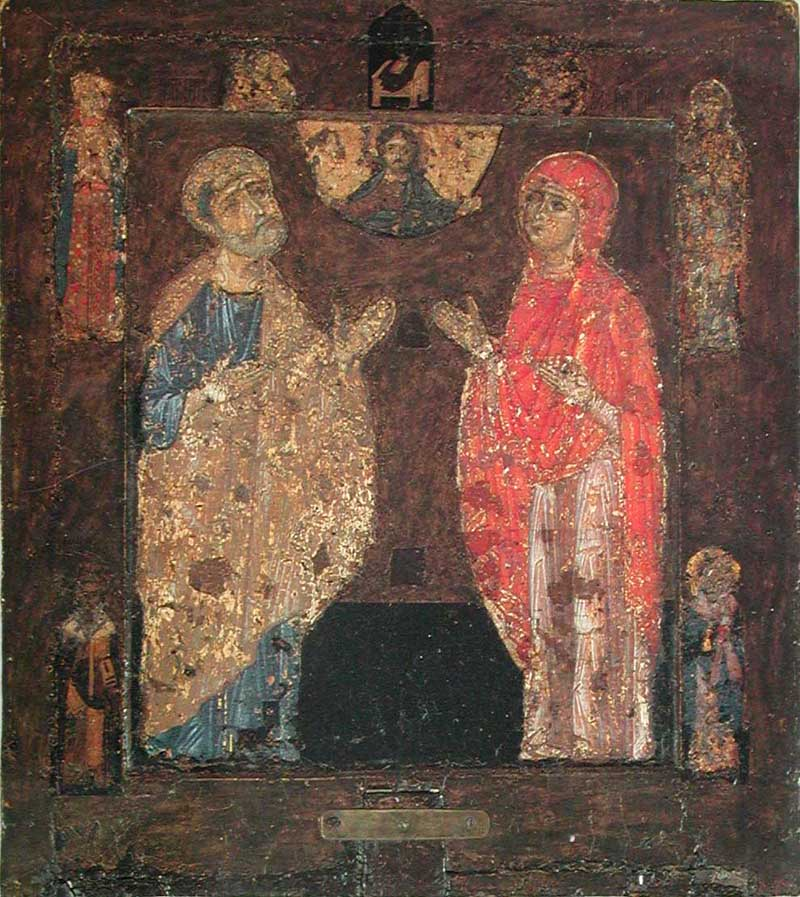
أيقونة روسية ، ربما قبل عام 1169
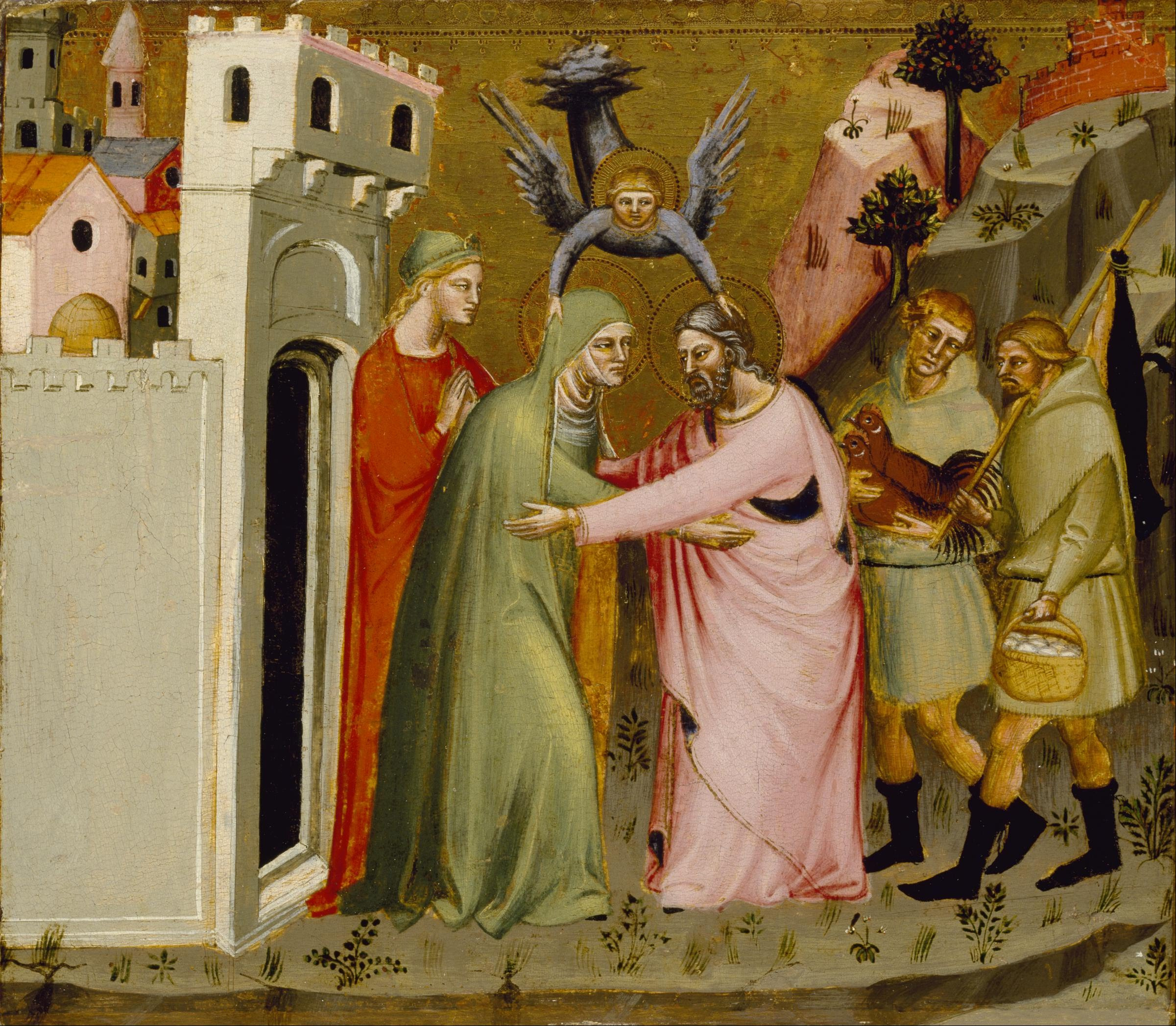
سيد البوابة الذهبية ، أواخر القرن الرابع عشر
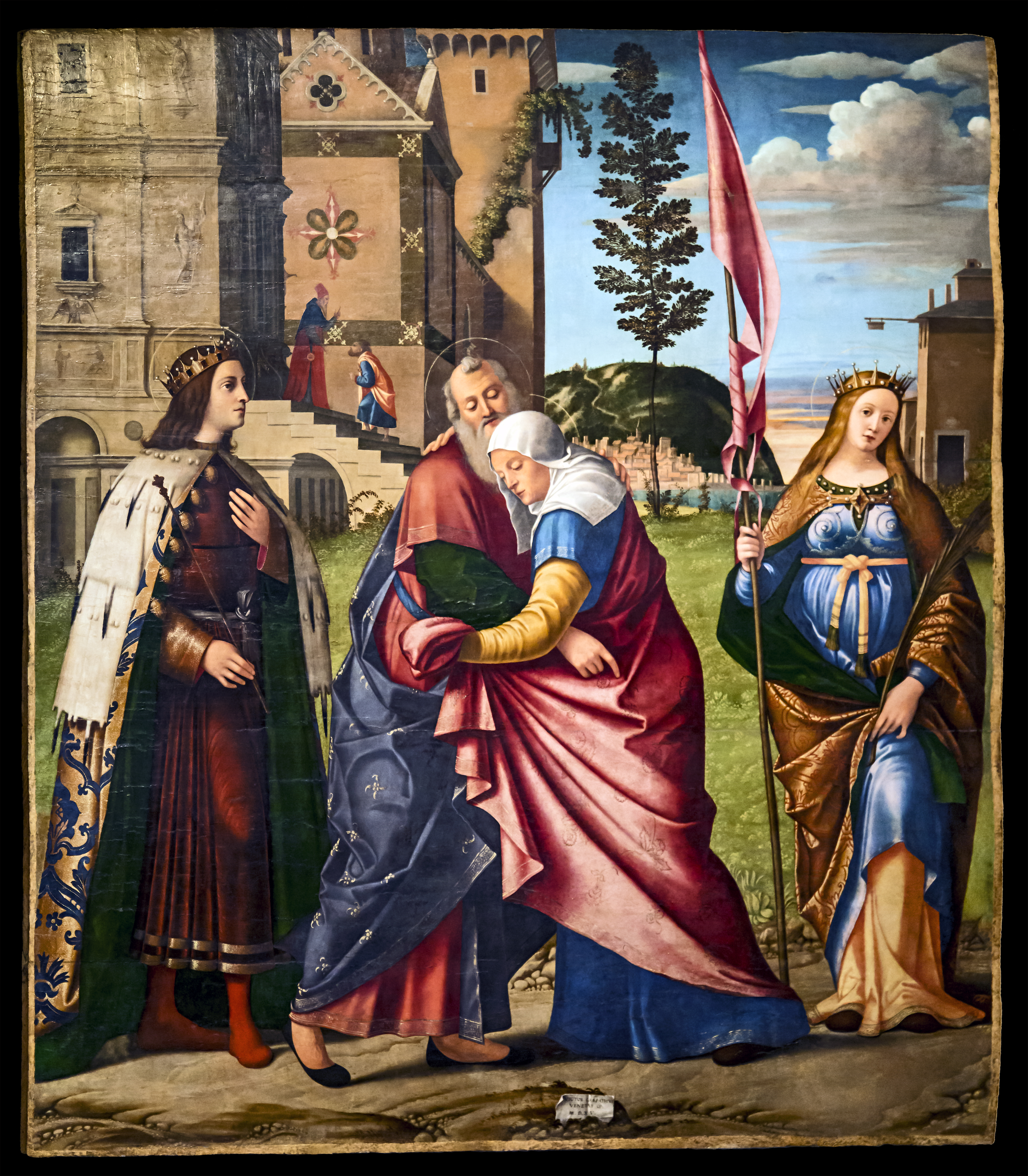
كارباتشيو مع سانت لويس التاسع وسانت ليبراتا.
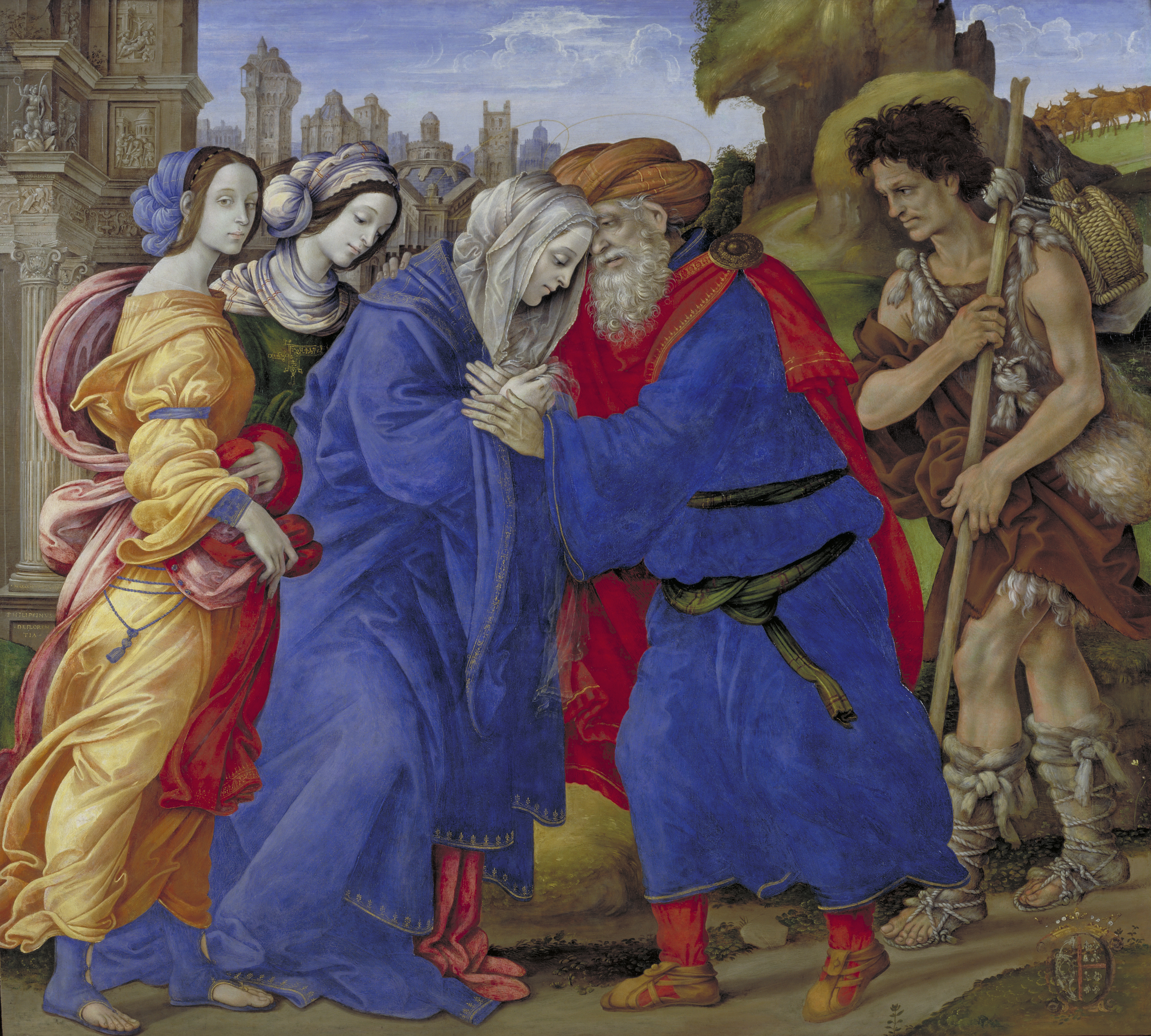
فيليبينو ليبي 1497
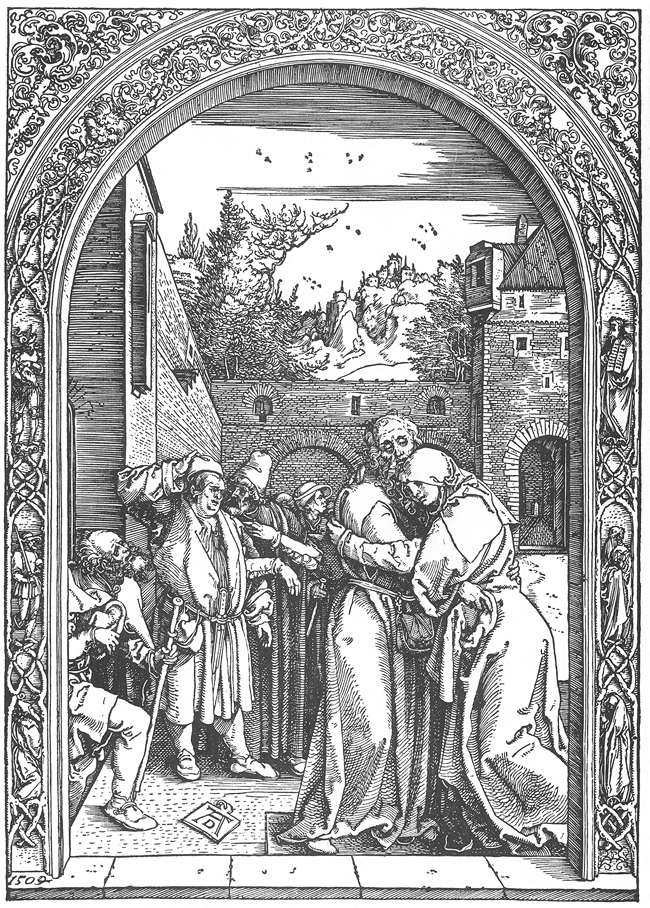
لقاء يواكيم وآن عند البوابة الذهبية (دورر)  [لغات أخرى]‏ ، ١٥٠٤
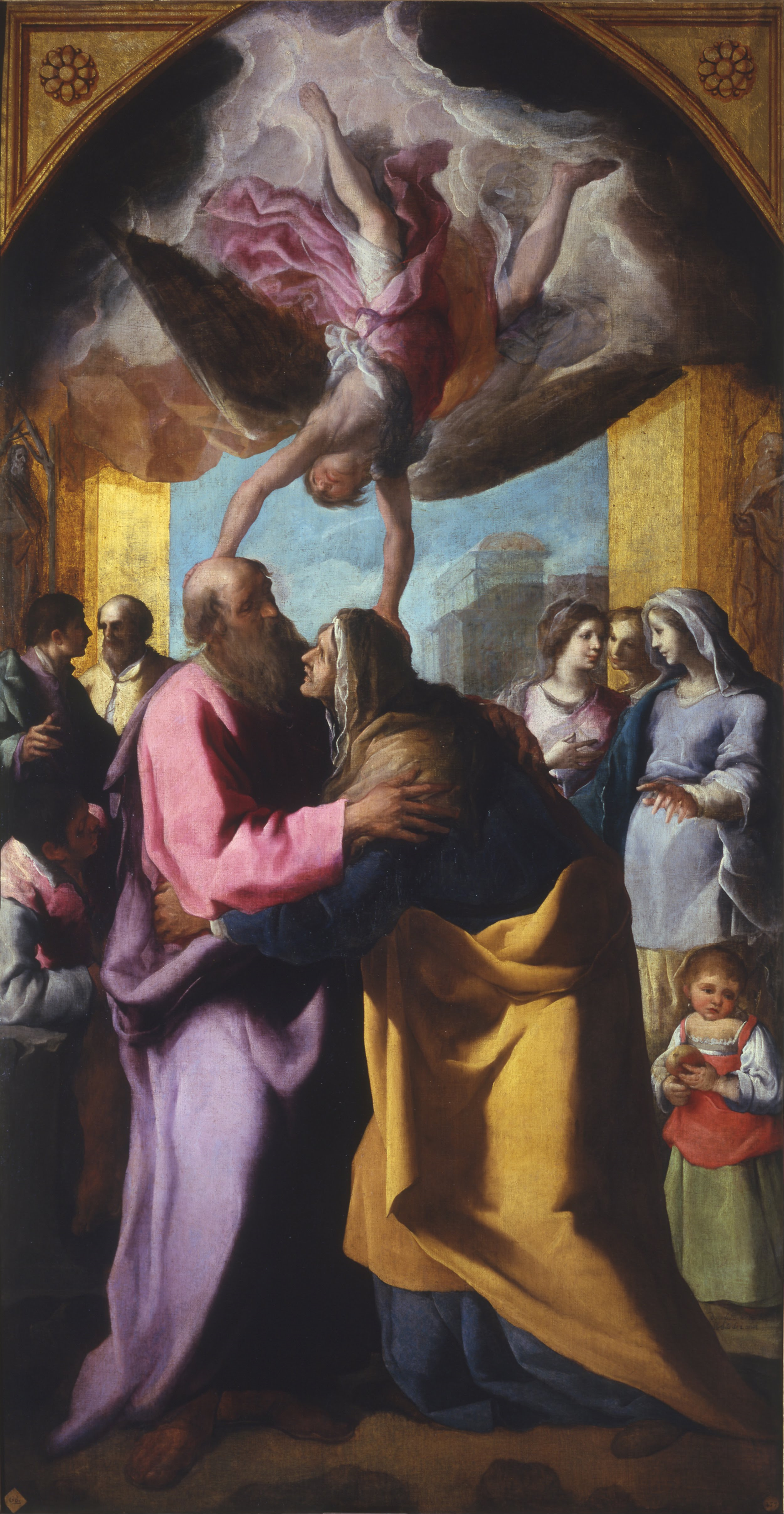
أوجينيو كاجيس  [لغات أخرى]‏ ، 1605 ؛ الآن أصبح المشهد أقل تواترا